# Kombinierte Spinal- und Epiduralanästhesie
Die kombinierte Spinal- und Epiduralanästhesie (englisch Combined spinal and epidural anaesthesia, CSE) ist eine spezielle Methode in der Anästhesie, die die Verfahren der Spinalanästhesie und Epiduralanästhesie (syn. Periduralanästhesie) vereint. Dadurch wird eine rückenmarksnahe Regionalanästhesie bewirkt. Die CSE wird insbesondere im geburtshilflichen und orthopädischen Bereich eingesetzt. Dieses Prinzip der kombinierten Anästhesie wurde erstmals 1937 durch den US-amerikanischen Chirurgen Angelo Luigi Soresi (1877–1951) angewendet. Soresi war es auch, der die Technik des hängenden Tropfens (hanging drop technique) zum Auffinden insbesondere des lumbalen Periduralraumes beschrieb.

## Möglichkeiten und Einschränkungen
Die CSE verbindet die Vorteile der Spinalanästhesie (schneller Wirkbeginn, gute motorische Blockade) mit den Vorteilen der Epiduralanästhesie (Möglichkeit der Nachinjektion über den liegenden Periduralkatheter, dadurch gute postoperative Schmerzbekämpfung). Ein Nachteil ist die fehlende Möglichkeit, die richtige Lage des Katheters durch eine Testdosis zu bestimmen, da eine eventuelle falsche Lage des Katheters durch die Spinalanästhesie überdeckt wird. Die Gegenanzeigen und Nebenwirkungen entsprechen den beiden Einzelverfahren.

## Durchführung
Mit der Periduralkanüle (z. B. nach Tuohy) wird in üblicher Technik (Loss-of-Resistance, siehe dort) in Höhe der Lendenwirbel L2/3 oder L3/4 punktiert und der Periduralraum aufgesucht. Über die liegende Kanüle wird eine dünne Spinalnadel eingebracht, mit der der Subarachnoidalraum punktiert und die Spinalanästhesie mittels Lokalanästhetikum und evtl. einem Opioid durchgeführt wird. Anschließend wird diese wieder entfernt und ein Periduralkatheter in den Periduralraum eingebracht und fixiert. Über diesen kann dann nach Bedarf wiederholt injiziert werden.